# Australian Open 1984
De 73e editie van het Australische grandslamtoernooi, het Australian Open 1984, werd gehouden van 26 november tot en met 9 december 1984. Voor de vrouwen was het de 59e editie. Het werd op de Kooyong Lawn Tennis Club te Melbourne gespeeld.

## Belangrijkste uitslagen
Mannenenkelspel

Finale: Mats Wilander (Zweden) won van Kevin Curren (Zuid-Afrika) met 6-7, 6-4, 7-6, 6-2
Vrouwenenkelspel

Finale: Chris Evert (VS) won van Helena Suková (Tsjecho-Slowakije) met 6-7, 6-1, 6-3
Mannendubbelspel

Finale: Mark Edmondson (Australië) en Sherwood Stewart (VS) wonnen van Joakim Nyström (Zweden) en Mats Wilander (Zweden) met 6-2, 6-2, 7-5
Vrouwendubbelspel

Finale: Martina Navrátilová (VS) en Pam Shriver (VS) wonnen van Claudia Kohde-Kilsch (West-Duitsland) en Helena Suková (Tsjecho-Slowakije) met 6-3, 6-4
- Navrátilová en Shriver completeerden[1] hiermee de allereerste Grand slam in het dubbelspel sinds het begin van het open tijdperk.

Gemengd dubbelspel

niet gespeeld tussen 1970 en 1986
Meisjesenkelspel

Finale: Annabel Croft (VK) won van Helena Dahlström (Zweden) met 6-0, 6-1
Meisjesdubbelspel

Finale: Louise Field (Australië) en Larisa Savtsjenko (Sovjet-Unie) wonnen van Jackie Masters (Australië) en Michelle Parun (Nieuw-Zeeland) met 7-6, 6-2
Jongensenkelspel

Finale: Mark Kratzmann (Australië) won van Patrick Flynn (Australië) met 6-4, 6-1
Jongensdubbelspel

Finale: Mike Baroch (Australië) en Mark Kratzmann (Australië) wonnen van Brett Custer (Australië) en David Macpherson (Australië) met 6-2, 5-7, 7-5
1905 · 1906 · 1907 · 1908 · 1909 · 1910 · 1911 · 1912 · 1913 · 1914 · 1915 · 1916–1918 · 1919 · 1920 · 1921 · 1922 · 1923 · 1924 · 1925 · 1926 · 1927 · 1928 · 1929 · 1930 · 1931 · 1932 · 1933 · 1934 · 1935 · 1936 · 1937 · 1938 · 1939 · 1940 · 1941–1945 · 1946 · 1947 · 1948 · 1949 · 1950 · 1951 · 1952 · 1953 · 1954 · 1955 · 1956 · 1957 · 1958 · 1959 · 1960 · 1961 · 1962 · 1963 · 1964 · 1965 · 1966 · 1967 · 1968
↓ open tijdperk ↓
1969 (m-v-md-vd-gd) · 1970 (m-v-md-vd) · 1971 (m-v-md-vd) · 1972 (m-v-md-vd) · 1973 (m-v-md-vd) · 1974 (m-v-md-vd) · 1975 (m-v-md-vd) · 1976 (m-v-md-vd) · jan 1977 (m-v-md-vd) · dec 1977 (m-v-md-vd) · 1978 (m-v-md-vd) · 1979 (m-v-md-vd) · 1980 (m-v-md-vd) · 1981 (m-v-md-vd) · 1982 (m-v-md-vd) · 1983 (m-v-md-vd) · 1984 (m-v-md-vd) · 1985 (m-v-md-vd) · 1986 · 1987 (m-v-md-vd-gd) · 1988 (m-v-md-vd-gd) · 1989 (m-v-md-vd-gd) · 1990 (m-v-md-vd-gd) · 1991 (m-v-md-vd-gd) · 1992 (m-v-md-vd-gd) · 1993 (m-v-md-vd-gd) · 1994 (m-v-md-vd-gd) · 1995 (m-v-md-vd-gd) · 1996 (m-v-md-vd-gd) · 1997 (m-v-md-vd-gd) · 1998 (m-v-md-vd-gd) · 1999 (m-v-md-vd-gd) · 2000 (m-v-md-vd-gd) · 2001 (m-v-md-vd-gd) · 2002 (m-v-md-vd-gd) · 2003 (m-v-md-vd-gd) · 2004 (m-v-md-vd-gd) · 2005 (m-v-md-vd-gd) · 2006 (m-v-md-vd-gd) · 2007 (m-v-md-vd-gd) · 2008 (m-v-md-vd-gd) · 2009 (m-v-md-vd-gd) · 2010 (m-v-md-vd-gd) · 2011 (m-v-md-vd-gd) · 2012 (m-v-md-vd-gd) · 2013 (m-v-md-vd-gd) · 2014 (m-v-md-vd-gd) · 2015 (m-v-md-vd-gd) · 2016 (m-v-md-vd-gd) · 2017 (m-v-md-vd-gd) · 2018 (m-v-md-vd-gd) · 2019 (m-v-md-vd-gd)  · 2020 (m-v-md-vd-gd) · 2021 (m-v-md-vd-gd) · 2022 (m-v-md-vd-gd) · 2023 (m-v-md-vd-gd) · 2024 (m-v-md-vd-gd) · 2025 (m-v-md-vd-gd)
Lijst van Australian Openwinnaars